# Insuliță

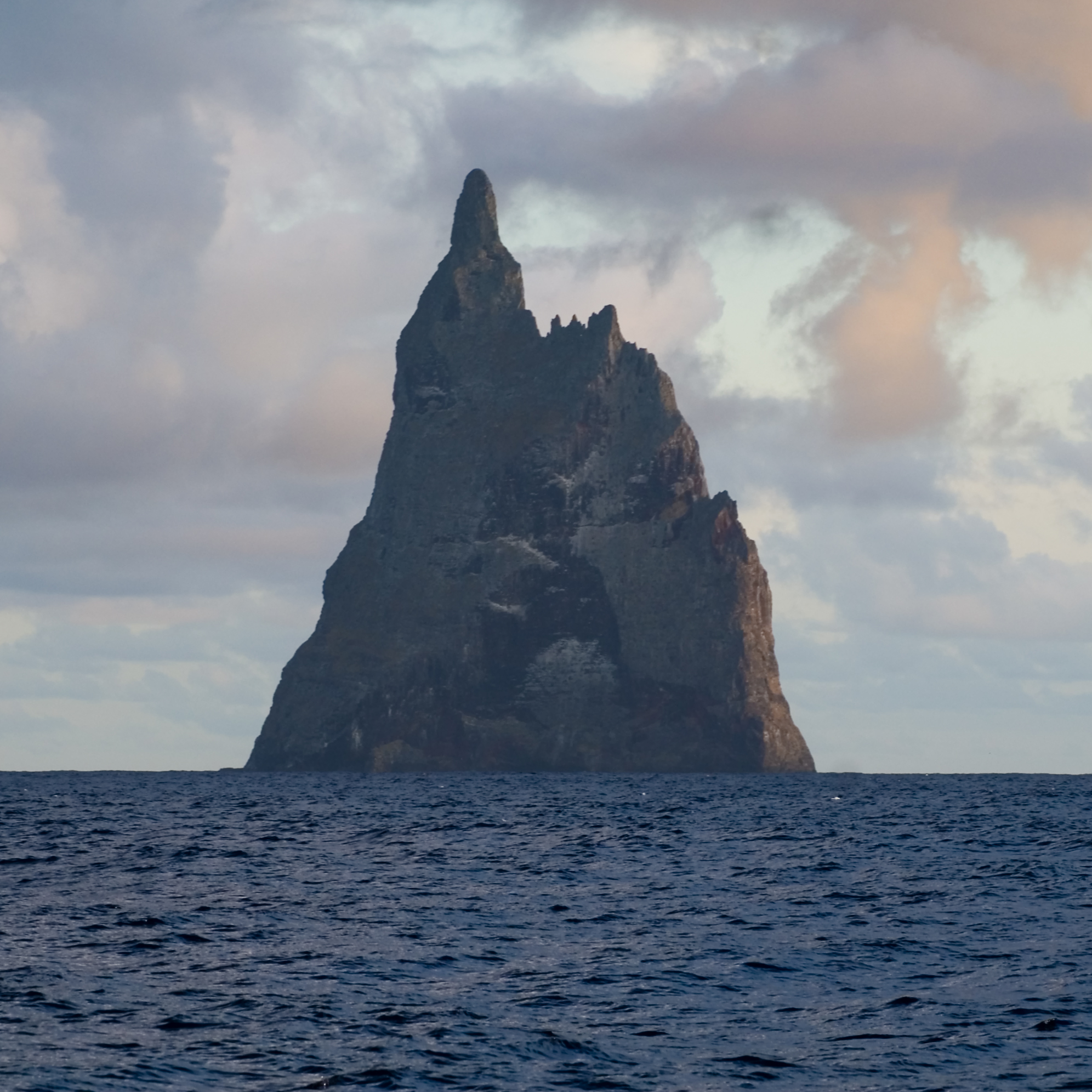
Piramida lui Ball

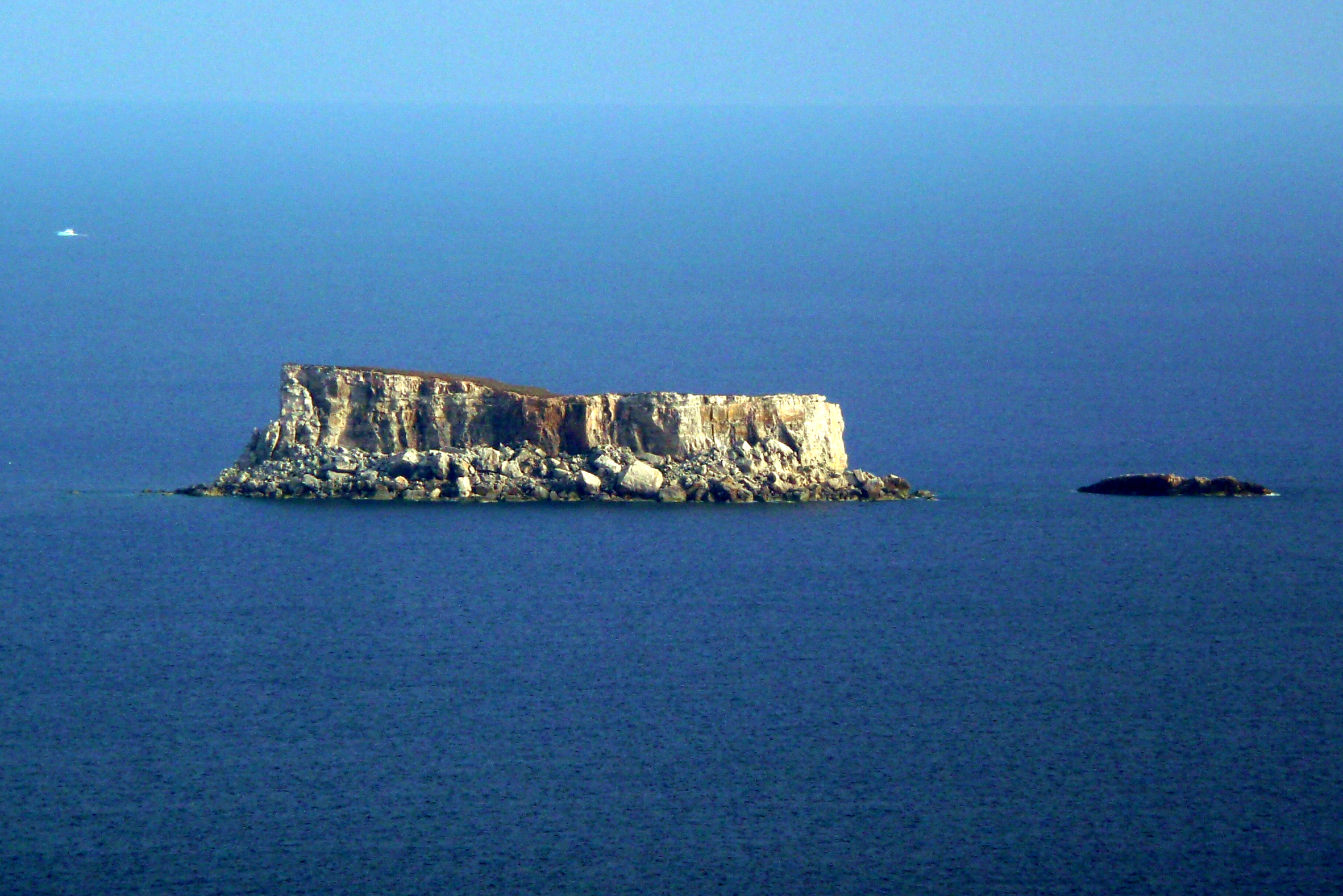
Insula Filfla, Malta

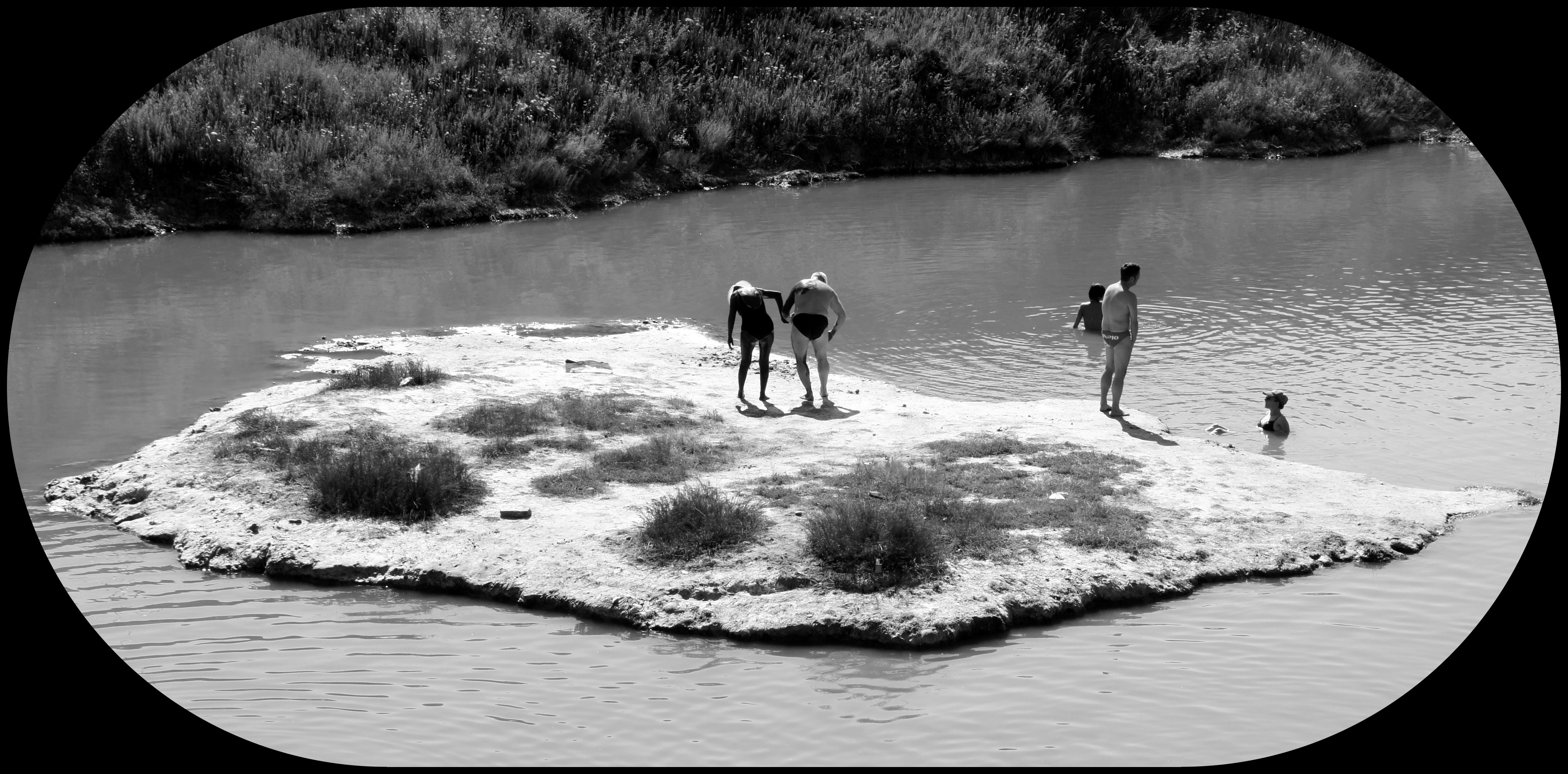
Insula din Lacul Auster, România

O insuliță este o insulă cu o suprafață foarte mică.

## Tipuri
- Cay
- Motu
- Insulă de râu
- Rocă
- Bancă de nisip
- Morman

## Exemple
- Insula din Lacul Auster, România
- Filfla, Malta
- Piramida lui Ball, Australia